# Knäred
Knäred is een dorp in de gemeente Laholm in de Zweedse provincie Halland. Het heeft een inwoneraantal van 1129.
In 1613 werd hier de Vrede van Knäred getekend tussen de Zweden en Denemarken. Knäred en de provincie Halland hoorde op dat moment nog bij Denemarken.

## Verkeer en vervoer
Bij de plaats loopt de Riksväg 15.
Ala · Allarp · Edenberga · Genevad · Hasslöv · Hishult · Knäred · Laholm · Lilla Tjärby · Mellbystrand · Ränneslöv · Skottorp · Skummeslövsstrand · Vallberga · Våxtorp · Veinge · Ysby